# 아라비아 페트라이아
아라비아 페트라이아(Arabia Petraea) 혹은 페트레아(Petrea)는 로마령 아라비아 속주(라틴어: Provincia Arabia; 아랍어: العربية البترائية; 고대 그리스어: ἐπαρχία Πετραίας Αραβίας), 줄여서 아라비아라고도 알려진, 로마 제국의 국경 속주로, 2세기 때 설치되었다. 요르단의 옛 나바테아 왕국, 남부 레반트, 시나이반도, 아라비아반도 북서부로 구성되었고, 중심 도시는 페트라였다. 북쪽으로는 시리아, 서쪽으로는 유대 (서기 135년에 시리아와 합병)와 아이깁투스, 남쪽과 동쪽으로는 아리바아 데세르타 및 아리비아 펠릭스라고 알려진 아라비아의 나머지 지역과 경계를 이뤘다.
이 지역은 로마 제국의 많은 다른 동방 국경 속주들처럼 트라야누스 황제 때 로마로 합병되었지만, 아르메니아, 메소포타미아, 아시리아 들과 달리 트라야누수 집권기 이후에도 유지되었다. 아라비아 페트라이아 속주의 사막 국경 지대는 리메스 아라비쿠스라 불렸다. 이곳에서 204년경에 태어난, 로마 황제 필리푸스를 배출해내기도 했다. 국경 속주로서, 아랍 부족들이 거주한 사막 지역을 포함했으며, 파르티아의 배후지와 국경을 맞닿았다.
파르티아와 팔미라의 우발적인 공격 및 파괴의 대상이기도 했으나, 독일과 북아프리카 지역 같은 로마의 다른 국경 지대에서 마주한 것처럼 빈번한 침입은 없었고, 확실한 문화적 존재도 없었다.

## 지리

하드리아누스 시기 (재위: 서기 117–138년)의 로마 제국으로, 남서쪽에 황제 속주인 아라비아 페트라이아 (요르단/NW 사우디아라비아 북서쪽/시나이반도)를 나타낸다. 서기 125년 이 속주에 한 개의 군단이 배치됐다.

아라비아의 지리적 구성은 다소 차이가 있다. 연간 200mm의 강수량이 있는 비교적 비옥한 모아브 고원 지역을 포함하며, 그곳의 최남단 끝쪽에는 보스트라 (혹은 부스라)와 함께 이 속주의 정치적 중심지였던 페트라가 있었다.
하지만 사막 지역인 시나이반도, 시나이반도 북쪽까지 뻗어있는 건조한 네게브 사막이 전형적으로 그렇듯이, 척박함이 보통이다. 이 지역들과 함께 홍해 주변 해안 지대도 포함하고, 히스마라고도 알려진 불모지는 해안 지대까지 퍼져있으며, 바위 투성이 지역이다.

## 주요 도시

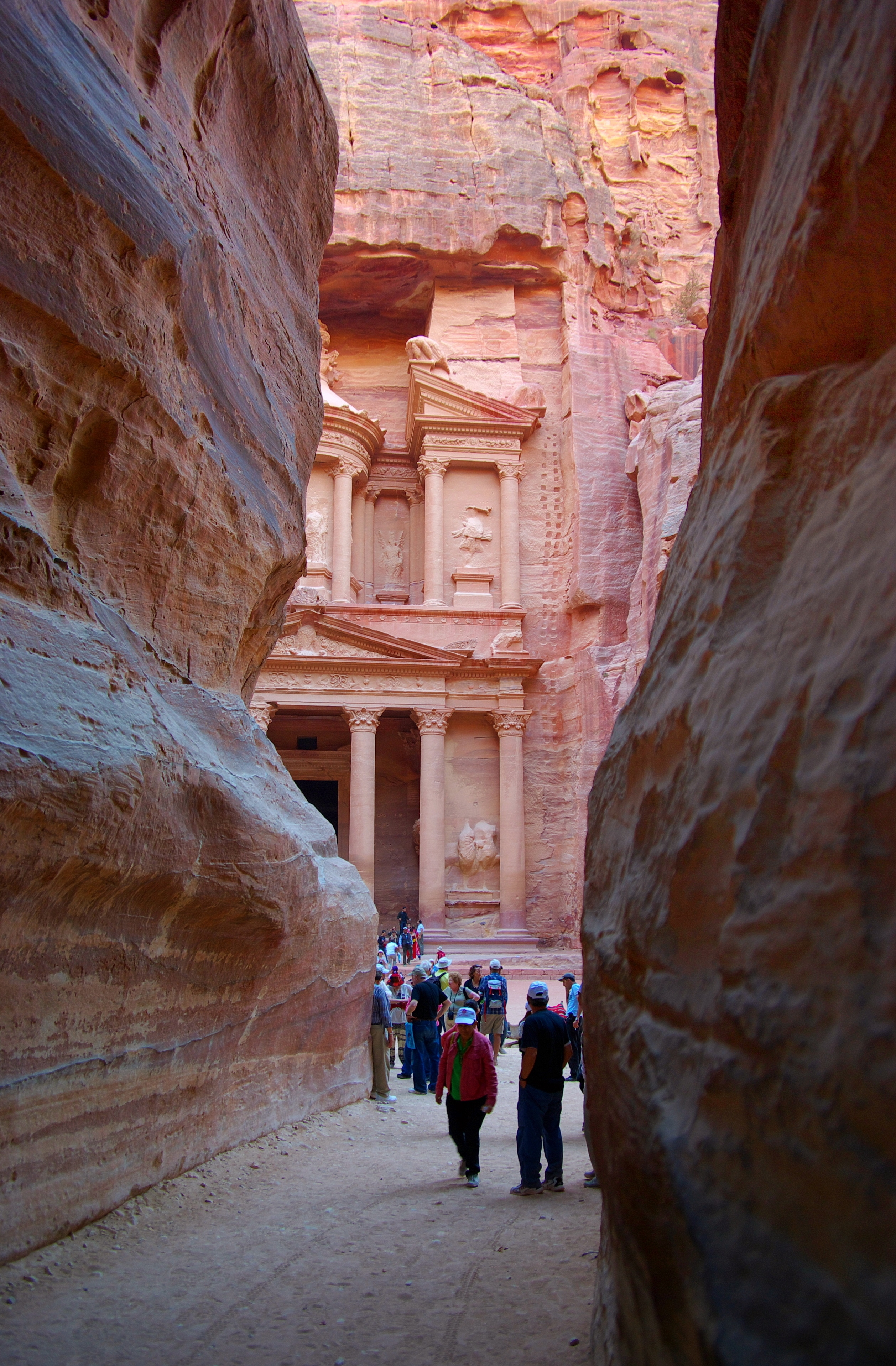
페트라이 아라비아의 중심지인 페트라는 현재 유네스코에 세계문화유산으로 등재되었다.

아라비아의 대부분은 인구가 희박했고, 도시들은 북쪽, 요르단강 쪽으로 집중되어 있는 것을 알 수 있다. 유일한 주요 항구는 아카바로, 같은 이름을 지닌 홍해의 넓은 만 끝쪽에서 찾을 수 있다. 시리아 총독 코르넬리우스 팔마 시절인 서기 106년에 페트라의 지배에 있던 아라비아 일부가 아라비아 페트라이아의 일부로서 로마 제국에 흡수되었고, 페트라는 아라비아 속주의 중심지가 되었다. 페트라는 해상 교역로의 변화에 많은 영향을 받아, 로마 제국 때 빠르게 쇠퇴했다. 363년에 일어난 지진이 많은 건물들을 파괴하고 중요한 수자원 관리 체계를 망가트렸다. 페트라의 구도심은 비잔티움의 팔라이스티나 테트리아 속주의 중심지였고 비잔티움 시대의 많은 교회들이 페트라 인근에서 발견되었다. 이 교회들 중에 한 비잔티움 교회에서, 140여 개의 파피루스가 발견되었으며, 530년대에서 590년대의 것의 계약서들이 주로 포함했고,  페트라가 6세기까지는 아직 번성했음을 알려주었다.
페트라는 키레나이카 제3군단의 주둔지 역할을 했고, 이곳의 총독은 페트라와 아카바에서 명령을 내리며, 시간을 보냈을 것이다.

## 역사

### 로마의 정복
서기 106년에 로마가 지배하기 이전에, 아라비아 페트라이아 지역은 서기 70년부터 군림했던, 마지막 나바테아의 왕인 라벨 2세가 다스렸었다. 그가 사망하자, 키레나이카 제3군단은 이집트에서 북쪽의 페트라로 진격했고, 시리아 주둔군인 페라타 제6군단은 보스트라를 점령하러 남쪽으로 이동했다. 나바테아 정복은 트라야누스가 티그리스강을 건너 메소포타미아로 진격하려는 그의 계획을 이행하기 앞서, 이 지역에 대한 통제권을 강화하려는 움직임으로서 파병이라고 가장 잘 설명될 수 있다.
라벨 2세는 오보다스 (Obodas)라는 이름의 후계자가 있었기에, 나바테아 합병을 위한 어느 구실의 증거도 존재하지 않았다. 교전이 거의 없었지만 (트라야누스가 "아라비쿠스"라는 칭호를 사용하지 않은 사실에서 증명), 나바테아인들에게 패배감을 준 충분한 승리가 있었던 것으로 보인다. 아라비아에서 그 모습을 드러낸, 두 개의 군단은 행동에 나서기 앞서 이집트에서 시리아로 이동했다. 몇몇 나바테아 군대가 정복 이후 얼마 안되어 로마 보조군으로 활동한 사실에서 보았듯이, 나바테아의 왕실 근위대 일부를 제외하면, 강한 저항은 없었던 것으로 보인다.
아라비아 정복은 노바 트라이아나 가도 건설이 완료될 때까지 공식적으로 기념되지 않았다. 이 도로는 보스트라에서 아카바까지 그 지방의 중심부로 뻗어 있었다. 이 도로 건설 계획이 완료되고 나서야 앞면에는 트라야누스의 상체가 새겨지고, 뒷면에는 낙타가 있는 주화가 아라비아 획득을 기념하며 등장하였다. 이 주화는 로마 제국이 더 동쪽으로 관심을 돌린 115년 때까지 주조되었다.

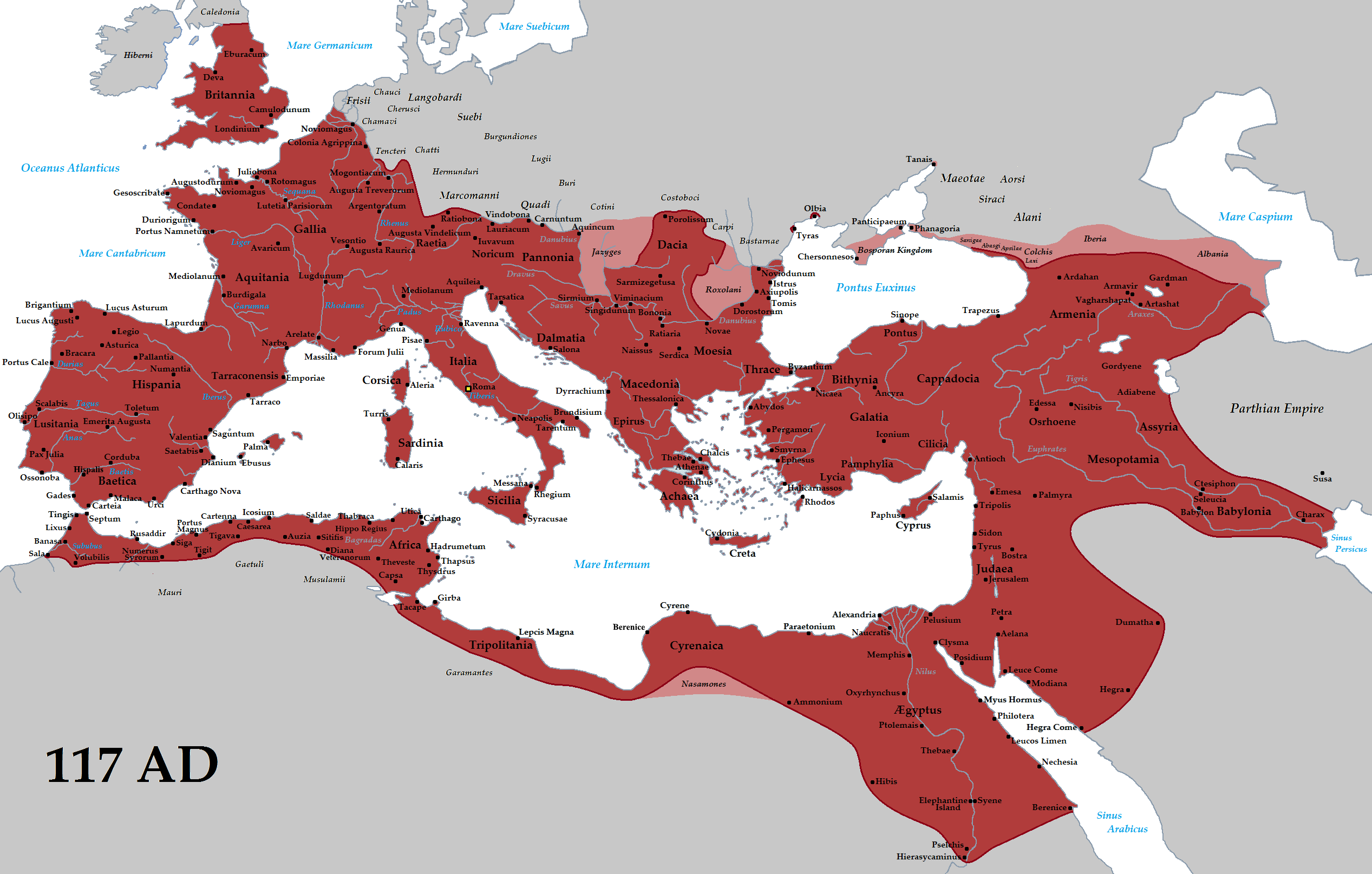
헤그라 (실제 마다인 살레)까지 트라야누스의 아라비아 지배권을 보여주는 지도

노바 트라이아나 가도는 보스트라 및 항구라는 것 외에는 로마 제국에 큰 중요성이 없었던 아카바만을 연결하는 것뿐만이 아니라, 이 도로의 양쪽 종착 지점 사이이자, 속주의 중심부에 있던 페트라도 연결하였다. 트라야누스가 보스트라를 속주의 중심 도시가 되도록 선언하기는 했으나, 페트라에 칭호를 붙일 것을 고려했던 그의 후임자 하드리아누스와 마찬가지로 페트라의 중요성을 인정했다는 표시로, 페트라에 메트로폴리스라는 지위를 주기도 했다.
최근에, 트라야누스 휘하의 로마군단들이 아라비아 속주 북동쪽의 산악 지역인 히자즈에 있는 마다인 살레를 점령했고, "아라비아 페트라이아" 속주 남쪽 영역을 늘렸다는 증거가 발견되었다.

### 로마화
로마의 정복과 함께 공식 언어로 라틴어와 그리스어가 도입되었다. 이는 로마의 동방 속주들에서 일반적이었지만, 아라비아는 이웃한 지역들보다 그리스화 및 로마화라는 역사를 덜 겪었고 로마인들이 도입하기 이전에는 그리스어는 거의 사용되지 않았다. 그렇지만 정복 이후에는, Umm al Quttain 지역의 비문에서 증명되듯, 그리스어는 공식적으로 뿐만 아니라 대중적으로도 정착되었고, 사실상 나바테아어와 아람어들을 대체했다. 이 지역에서 라틴어의 존재는 드물었고 127년에 총독이었던 루키우스 안니니우스 섹스티우스 플로렌티누스의 묘지석 경우처럼 다소 역설적으로 인명에 한정되었다.
Millar는 아라비아 지역의 그리스-로마의 헬레니즘화가 이뤄졌다고 주장한다. 이 지역은 알렉산드로스 대왕 시기에 그리스화가 크게 이뤄지지 않았던 곳이었고, 토착민들은 본래 그들의 고유 언어를 사용했다. 그러다 로마의 지배와 함께, 공공 사업 및 군대에 대한 미화 등의, 전형적인 로마 사회화의 많은 측면들이 몇몇 그리스적인 문화적, 사회적 가치에 대한 도입이 이뤄졌다. 아라비아는 새로운 문화에 완전히 동화되어 고유의 언어 집단군들이 사라져 버린 것으로 보인다. 로마 제정 시기에 흩어진 나바테아 비문들이 존재하기는 했다.
이 지역 고유의 기년법인 보스트라 기년법이 도입되었다. 이 기년법의 첫 해는 서기 106년 3월 22일에 해당하는 날짜에 시작되었다.

### 제정 말기의 아라비아
아비디우스 카시우스가 생각하기에 죽었다 생각했던 마르쿠스 아우렐리우스를 상대로 반란을 일으켰을 때, 그는 아라비아가 시리아만큼의 부유함이나 정치적 힘이 없었다는 사실 때문에 역사가들에게 간과되는, 아라비아에서 어떠한 지원을 받지 못하였다. 시리아 총독 페스켄니우스 니게르가 스스로 황제라 선언했을 때에도, 아라비아는 비슷한 반응을 보였다.

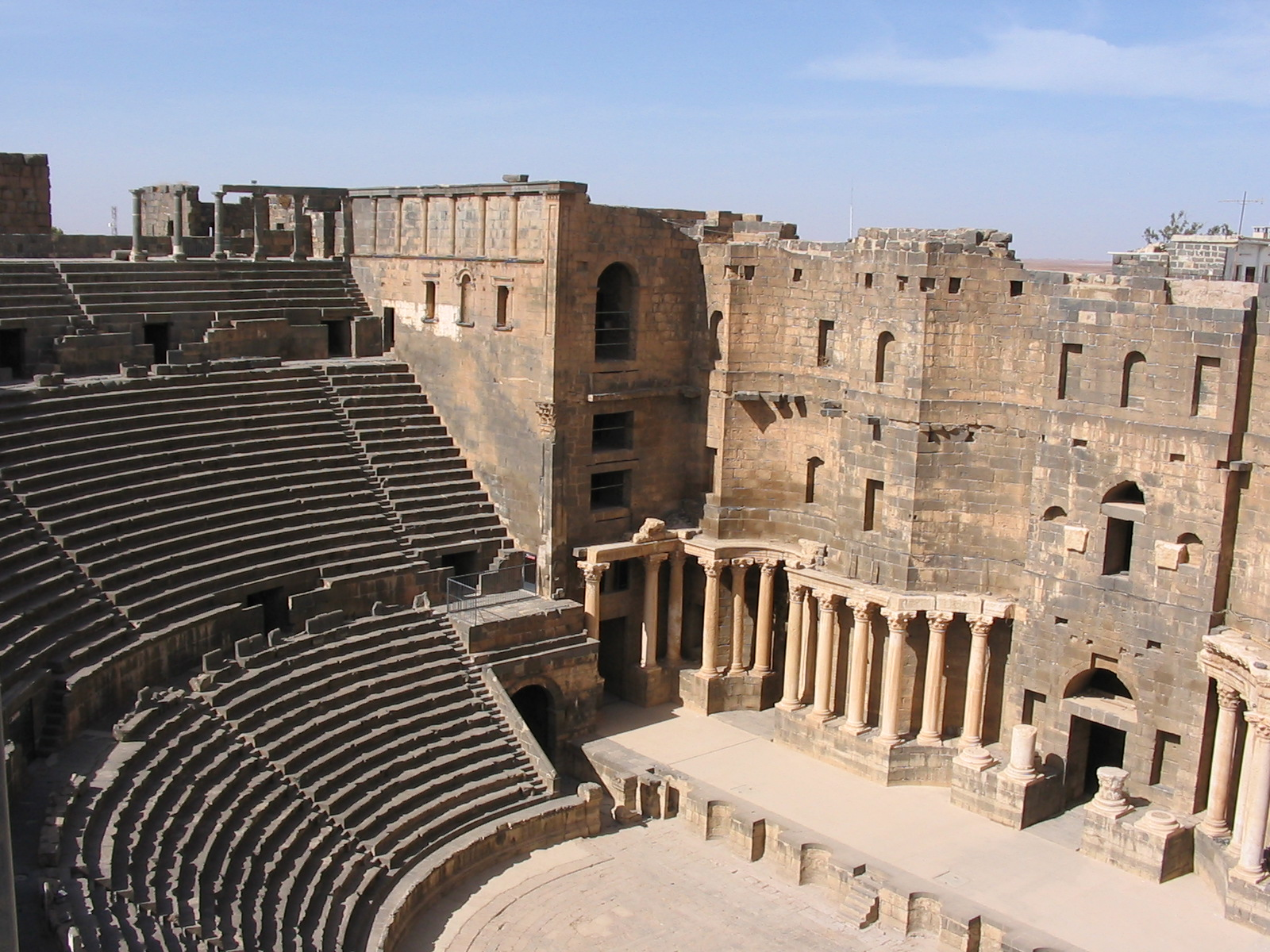
무역의 중요한 중심지인 보스트라

셉티미우스 세베루스가 권력을 장악하고 페스켄니우스 니게르의 반란에 동조한 시리아 도시 안티오키아의 메트로폴리스라는 지위를 박탈하고 불운하게도 반란이 일어났을 때 잘못된 편에 선 자들을 처벌할 때, 키레나이카 제3군단은 "세베리아나"(Severiana)라는 영예로운 칭호를 얻었다. 추가적으로, 아라비아 총독 푸블리우스 아일리우스 세베리아누스 막시무스는 충성에 대한 보상으로, 그의 지위를 유지하는 걸 허용받았다. 시리아는 이후 두 개의 속주로 분리됐고 아라비아는 라자트와 제벨 드루즈를 포함하여, 다마스쿠스 남쪽 지역에 거의 이르게 확장되었으며, 필리푸스 아라부스라고 더 잘 알려진, M. 율리우스 필리푸스의 출생지이기도 했다.
세베루스는 이미 거대했던 아라비아 속주의 크기를 늘렸다. 그후에 그는 메소포타미아 정복을 통해 제국의 크기를 늘리려 했다. 라자트와 제벨 드루즈의 아라비아 속주 편입은 메소포타미아 정복 이전에 아라비아 지역에 대한 지배권을 강화하려는 세베루스 황제의 빈틈없는 일연의 정치적 행동들의 일부로서 보인다. 아라비아는 로마의 중동 지역에 대한 세베루스의 정책적 기반이 되었다. 반복해서 스스로가 반란의 온상이라는 걸 보여준 시리아 속주의 힘을 완화시키고 길들여야 하는 명백한 필요성이 그래서 두 개의 행정 구역으로 분리라는 시리아의 행정 개편, 아라비아에 이익이 되는 시리아 속주의 영역 감소, 명석한 율리아 돔나와 세베루스 황제 간의 결혼 등의 세 가지 부분으로 이뤄졌다.
아라비아는 세베루스 황제에 대한 충성의 상징이 되었으며, 한편 제국이 갈리아에서 클로디우스 알비누스에 맞서는 전쟁 기간에, 시리아의 세력들은 키레나이카 제3군단이 변절했다는 소문을 퍼트렸다. 제국의 반대편 후미진 속주에 한 군단이 반란을 일으킬 것이라는 것이 갈리아에서 중요한 소식이 된다는 것은 아라비아가 축적했던 정치적 동요를 나타낸다. 인구 혹은 자원이 많지도 전략적인 위치인 지역도 아니었지만, 이곳은 로마 문화의 기반이 되었다. 동로마 문화라는 것이 서방에서 이 중요성을 희석시키지 않는 것 같았다. 아라비아는 그 자체로 로마인으로서 정의하기에는 너무나 미약했기에 이것이 로마 황제에 대한 충성심을 촉진했기 때문이다.
284-305년에 디오클레티아누스 황제의 제국의 행정 개편으로, 아라비아 속주는 오늘날 이스라엘 일부를 포함하며 커졌다. 디오클레티아누스 개편 이후 아라비아는 동방 대관구의 일부인 동방 관구의 일부가 되었다.

### 비잔티움 통치기
동방 관구의 한 곳이었던, 아라비아는 비잔티움-사산 전쟁 기간에 최전선이 되었다. 5세기 혹은 6세기에 팔라이스티나 살루타리스로 행정 개편이 되었다.

## 교구
교황청 연감에 명목상 교구로 등재된 아라비아 속주의 옛 교구들:
- 아드라아 (Daraa)
- 아라비아의 보카타 (Khirbet-El-Bascha의 유적지?)
- 보사나 (Busan)
- 보스트라- 대주교구
- 카나타
- 아라비아의 콘스탄티아 (Buraq)
- 아라비아의 크리소폴리스
- 디오니시아스
- Erra (Es-Sanamein?, Aere?, Ire?)
- 에스부스 (Hesbân)
- Eutyme
- 게라사 (현재 Jerash)
- 아라비아의 막시밀리아노폴리스
- 메다바 (현재 Madaba)
- 아라비아의 네아폴리스
- Neila (Khirbet-En-Nila의 유적지)
- 네베
- 아라비아의 파렘볼라이
- 파이나 (Al-Masmiyah)
- 아리비아의 필리폴리스 (Shahba)
- 조라바 (Ezra')

## 같이 보기
- 아라비아 페트라이아의 총독 목록
- 로마 시대의 아라비아반도
- 아랍인
- 아라비아반도
- 이슬람교 이전 아라비아
- 페트라

## 참고 서적
- G. W. Bowersock, Roman Arabia, (Harvard University Press, 1983)
- Fergus Millar, Roman Near East, (Harvard University Press, 1993)